# Aquamarin Verlag
Der Aquamarin Verlag ist ein deutscher Esoterik-Verlag mit Sitz in Grafing bei München.
Schwerpunkt des Verlagsprogramms ist Literatur aus den spirituellen Traditionen von Ost und West. Außerdem gehören Audiomedien mit Meditations- und Heilungsmusik zum Programm.
Imprints des Verlages sind Edition Adyar (Klassiker der Theosophie) und Edition Sulamith Wülfing (Engel-Bilder).
Der Verlag wurde 1981 gegründet. Leiter des Verlages sind Peter Michel und Annette Wagner.